# Rhacognathus
Rhacognathus är ett släkte av insekter. Rhacognathus ingår i familjen bärfisar.
Kladogram enligt Catalogue of Life och Dyntaxa:
| Rhacognathus | \| \| Rhacognathus americanus \| \| \| \| \| \| mindre rovbärfis \| \| \| \| |
|              | \| \| Rhacognathus americanus \| \| \| \| \| \| mindre rovbärfis \| \| \| \| |
|              | Rhacognathus americanus                                                      |
|              |                                                                              |
|              | mindre rovbärfis                                                             |
|              |                                                                              |

## Bildgalleri

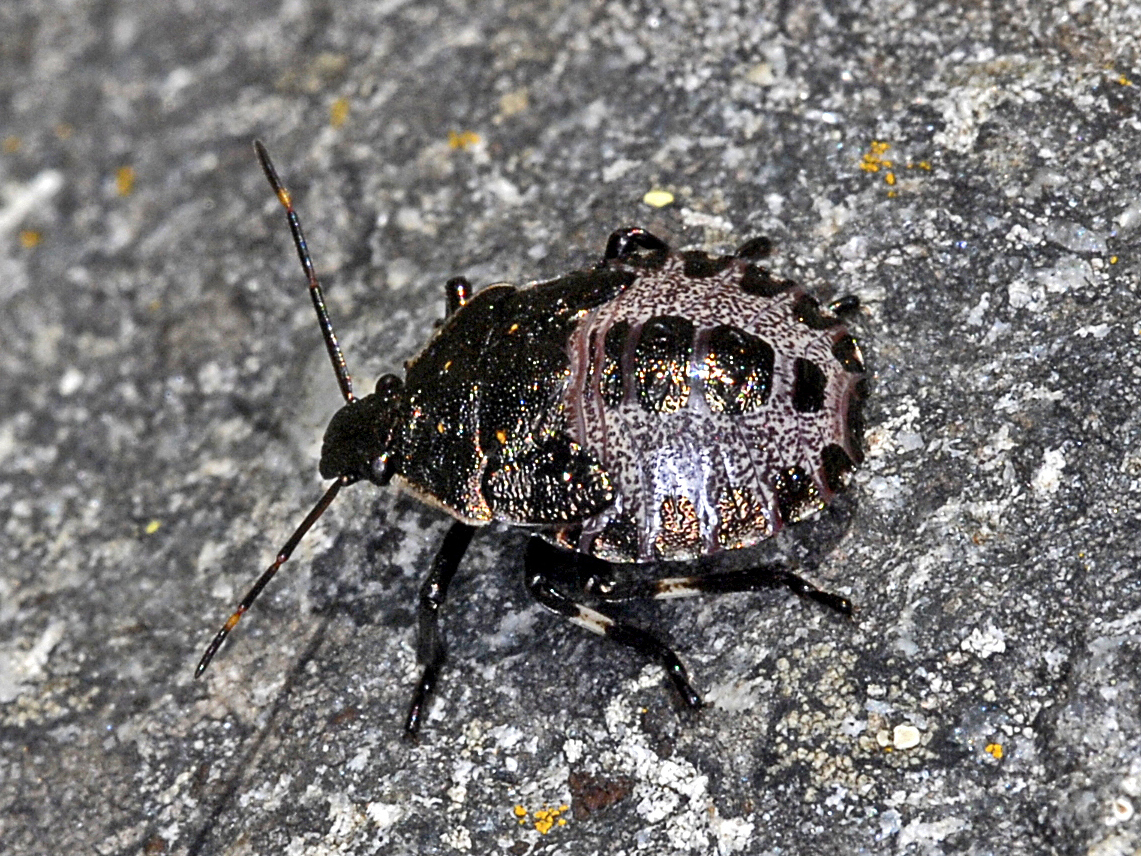
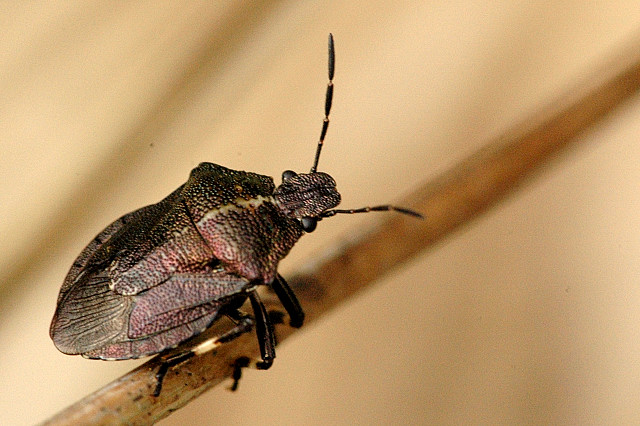
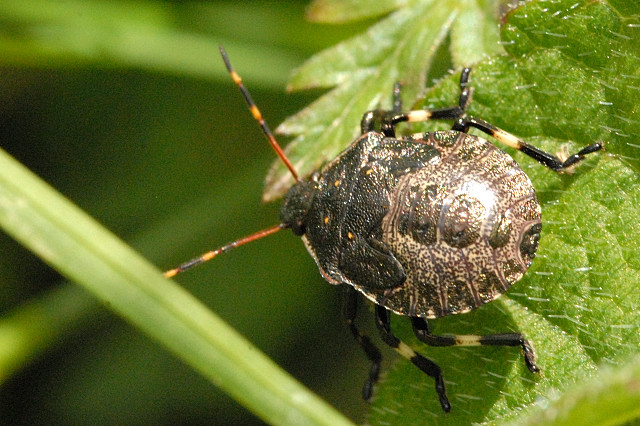